# Bauer Cup 2002
Il Bauer Cup 2002 è stato un torneo di tennis facente parte della categoria ATP Challenger Series nell'ambito dell'ATP Challenger Series 2002. Il torneo si è giocato a Eckental in Germania dal 4 al 10 novembre 2002 su campi in sintetico indoor.

## Vincitori

### Singolare
Lars Burgsmüller ha battuto in finale  Björn Phau con il punteggio di 7–6(3), 5–7, 6–4

### Doppio
Yves Allegro /  Lovro Zovko hanno battuto in finale  Philipp Petzschner /  Simon Stadler con il punteggio di 4–6, 7–6(0), 6–4